# ميرال أشرف
ميرال أشرف هي لاعبة كرة سلة مصرية تلعب في النادي الأهلي ومنتخب مصر.

## مشوارها
لعبت ميرال في البداية في نادي الشمس قبل أن تتلقى منحة دراسية بالولايات المتحدة لتلعب لصالح فريق جامعة كنتاكي الغربية
. تواجدت ضمن أفضل 25 لاعبة بدوري الجامعات الأمريكي، كما تم اختيارها ضمن أفضل عشرة لاعبات في جائزة بيكي هامون لأفضل لاعبة في منتصف العام لعام 2022.